# Fraxinus bornmuelleri
Fraxinus bornmuelleri — вид квіткових рослин з родини маслинових (Oleaceae). Синонім: Fraxinus rotundifolia subsp. bornmuelleri (Lingelsh.) A.E.Murray.

## Поширення
Ендемік Китаю (Шеньсі, Хубей, Хунань).